# Fusillade du 22 octobre 2014 à Ottawa
Durant la matinée du 22 octobre 2014 à Ottawa, une fusillade débute au Monument commémoratif de guerre pour se terminer au Parlement du Canada. Elle a fait deux morts : le caporal Nathan Cirillo et le suspect, identifié sous le nom de Michael Zehaf-Bibeau, abattu par le sergent d'arme Kevin Vickers. 
Ces attaques surviennent deux jours après que deux soldats des Forces canadiennes ont été renversés à Saint-Jean-sur-Richelieu par un sympathisant de l'État islamique qui conduisait une voiture, tuant l'un d'eux, et après que le Canada ait relevé le 21 octobre son niveau d'alerte terroriste de faible à moyen.
Le premier ministre Stephen Harper a qualifié ces événements d'« attaques brutales et violentes » perpétrées par des « terroristes ».

## Déroulement

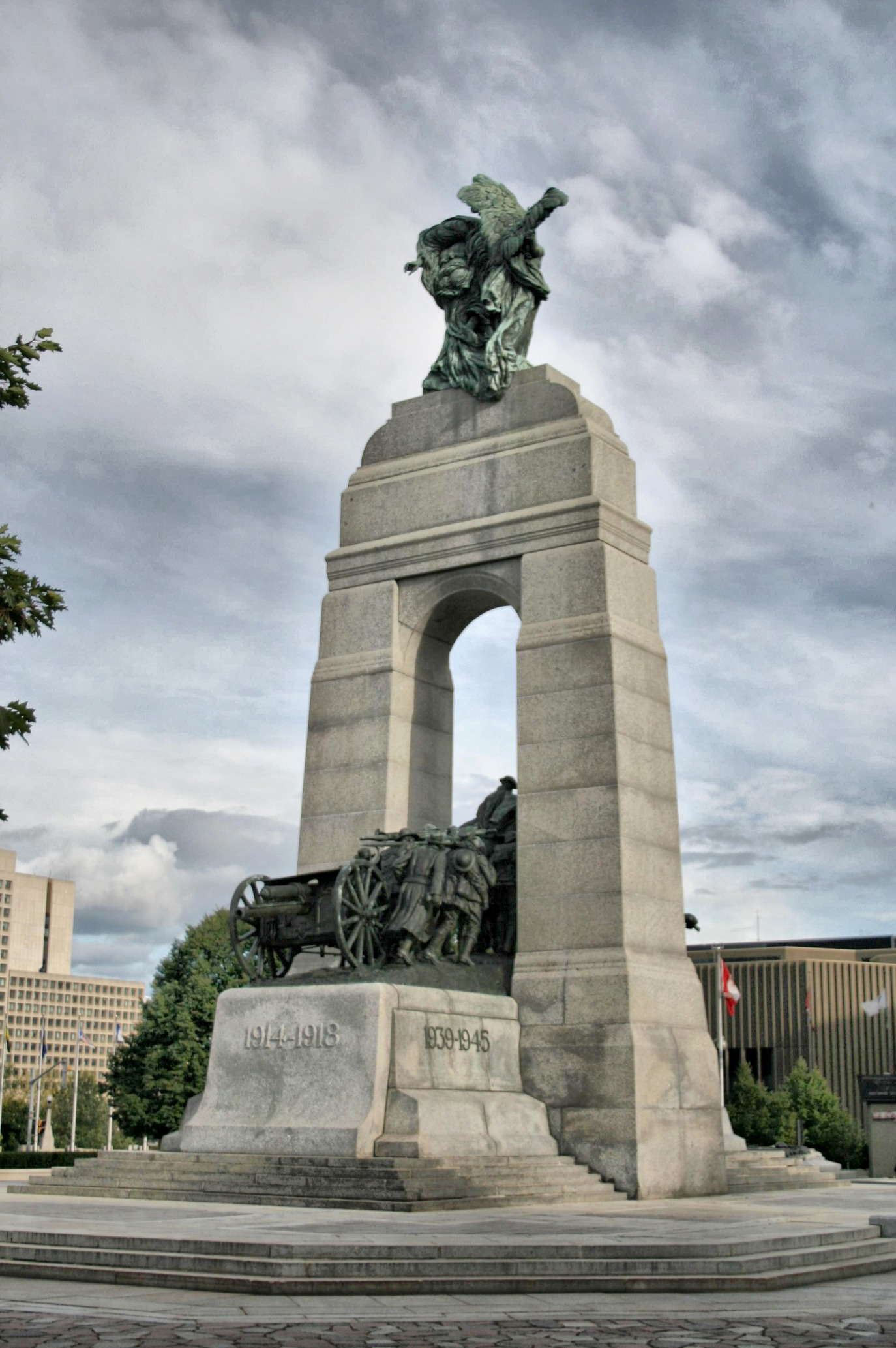
Le Monument commémoratif de guerre où le caporal Nathan Cirillo a été tué.

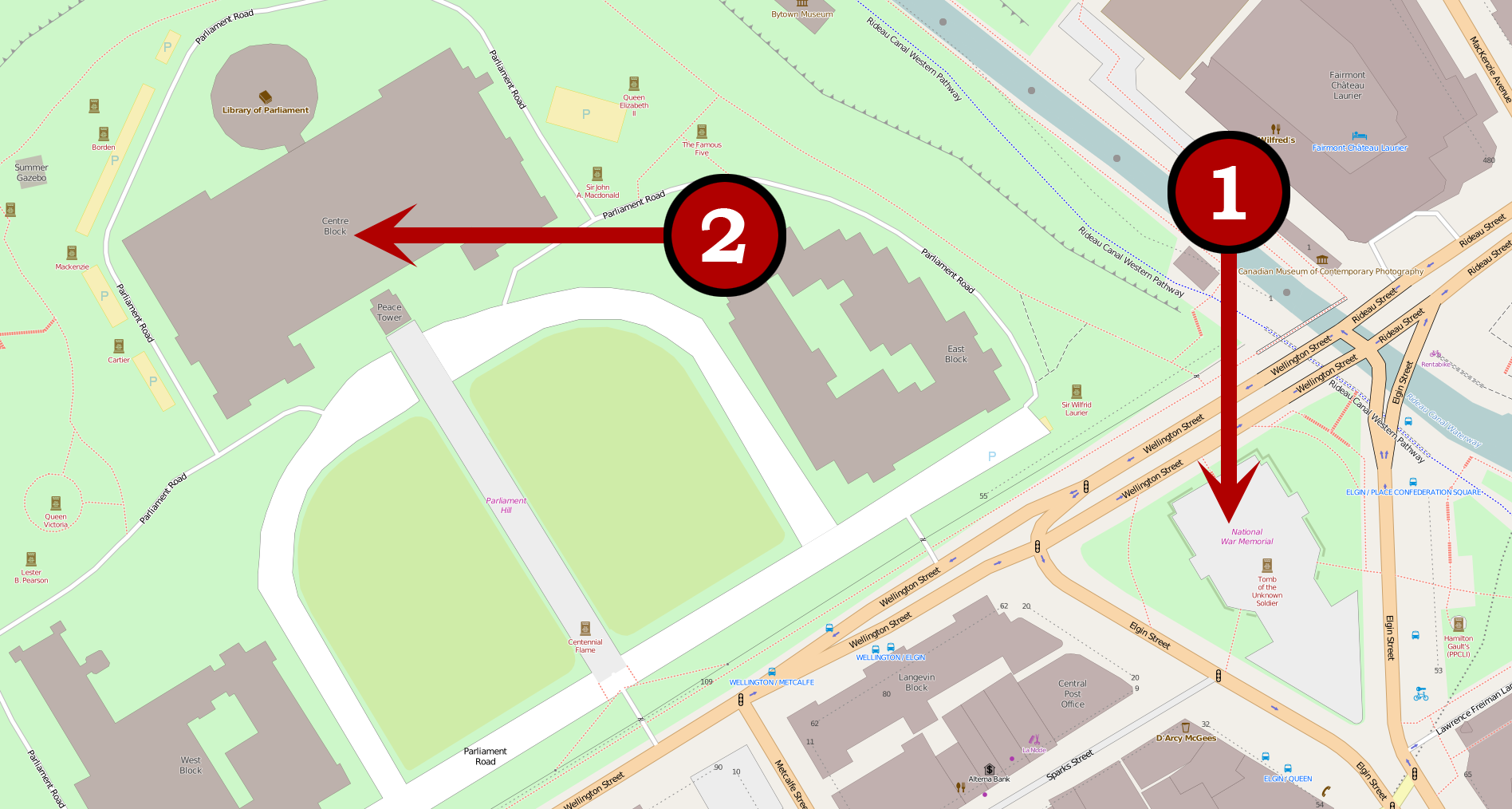
Les sites des fusillades : le Monument commémoratif de guerre du Canada (1) et le Parlement du Canada (2).

Selon des témoins, peu avant 10 h du matin HAE le 22 octobre 2014, un homme armé habillé en noir et portant un jean bleu fait irruption devant le Monument commémoratif de guerre. Il tire à deux reprises, abattant le caporal Nathan Cirillo, un réserviste de 24 ans de Hamilton (Ontario) et membre des Highlanders d'Argyll et de Sutherlands. Le caporal est amené à l'hôpital où son décès est constaté. Au même moment, les soldats sur place, bien qu'armés, n'ont pas accès aux munitions. Le suspect vole ensuite un véhicule et se dirige vers le parlement, où il pénètre et tire plusieurs coups de feu. 
À la suite de ces fusillades, le centre-ville d'Ottawa est bouclé, y compris le Parlement et l'Université d'Ottawa, et un périmètre de sécurité est érigé dans la capitale canadienne,. 
D'après une chronologie montée par le reporter journaliste basé à Ottawa Craig Oliver, l'homme armé fait irruption dans le Parlement canadien sous la Tour de la Paix, tirant sur le pied d'un garde de sécurité. L'homme et le personnel de sécurité échangent entre 20 et 30 coups de feu. Fuyant le personnel de sécurité, l'homme croise le sergent d'armes Kevin Vickers qui se jette au sol, tire trois coups de feu et l'abat,.

## Enquête
Le service de police d'Ottawa enquête sur les deux fusillades : celle du Monument commémoratif de guerre du Canada et celle qui a eu lieu au sein même du Parlement.

## Suspect
Le suspect de la fusillade est identifié sous le nom de Michael Zehaf-Bibeau, né en 1982 au Canada, converti à l'islam et devenu intégriste. Considéré par les services de renseignements comme un « voyageur à haut risque », il s'était fait confisquer son passeport en juillet 2014.
Il a vécu à plusieurs endroits à Montréal et dans l'Outaouais, à Aylmer, plusieurs années auparavant. Sa dernière adresse connue est cependant à Vancouver.
Ses parents sont divorcés. Sa mère, Susan Bibeau, une Québécoise, est une fonctionnaire fédérale et travaille à la Commission de l'immigration et du statut de réfugié. Son père, Bulgasem Zehaf, est un homme d'affaires d'origine libyenne.
Il est abattu par le sergent d'arme du Parlement Kevin Vickers. Le suspect, résidant auparavant à Montréal, possédait un casier judiciaire au Québec à la suite d'affaires de drogue remontant à une dizaine d'années. Il a aussi été accusé de vol à Vancouver, à la fin de 2011, et accusé d'avoir proféré des menaces fin 2012.

## Réactions
Pendant le déroulement des événements, le premier ministre canadien Stephen Harper convoque ses ministres. Marc Garneau et John McKay réagissent rapidement en tentant un début d'explication des raisons de ce qui arrive et en extrapolant sur les changements qui devraient être mis en place pour assurer la sécurité du pays. Jim Watson, le maire d'Ottawa, explique que « c'est une situation tragique pour la ville et le pays. »
D'autres politiciens canadiens et les médias réagissent également. Lors d'un discours prononcé en soirée et diffusé par les médias canadiens, Stephen Harper affirme que l'acte est un « affront aux valeurs canadiennes ». « Nous ne serons pas intimidés, le Canada ne sera pas intimidé. ». Il qualifie également ces fusillades d'attaques terroristes. Les chefs des deux autres partis politiques fédéraux d'importance, Thomas Mulcair et Justin Trudeau, ont également dénoncé la fusillade. Élisabeth II, reine du Canada, a déclaré le lendemain des événements avoir été choquée, bouleversée et que toutes ses pensées et ses prières allaient aux personnes affectées.